# Ballana directa
Ballana directa är en insektsart som beskrevs av Delong 1964. Ballana directa ingår i släktet Ballana och familjen dvärgstritar. Inga underarter finns listade i Catalogue of Life.